# Kaple svatého Jana Nepomuckého (Březce)
Kaple svatého Jana Nepomuckého se nachází ve vesnici Březce, která je součástí města Štěpánov.
Jedná se o jednolodní stavbu s vysokou hranolovou věží (17,5 m), ukončenou lucernou s makovicí, na jejímž vrcholu se tyčí zlatý kříž. Kaple byla postavena v roce 1839.
Kaple byla v letech 2005–2018 celkově rekonstruována. Byla vyměněna elektroinstalace, nová podlaha, okna, žaluziové okenice ve věži, pořízeny nové lavice, obrazy křížové cesty a celý interiér. Byl pořízen nový velký zvon a opraven stávající umíráček. Byla natřena střecha a pozlacena makovice s křížem. Také byla opravena venkovní fasáda a vchodové dveře.
V kapli jsou pravidelně slouženy mše svaté každou sobotu s nedělní platností v zimě v 17.00 hodin a v létě v 18.00 hodin. Farníci se zde scházejí také k modlitbě svatého růžence, pobožnostem křížové cesty, májovým pobožnostem a adoraci nejsvětější svátosti. V Březcích také funguje bratrstvo živého růžence.